# Jonathan Lipnicki

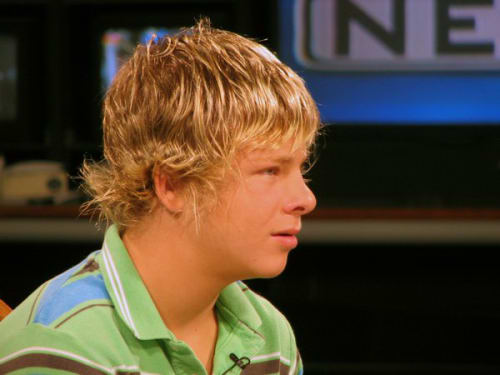
Jonathan Lipnicki (2005)

Jonathan William Lipnicki (* 22. Oktober 1990 in Westlake Village, Kalifornien) ist ein US-amerikanischer Filmschauspieler.

## Leben
Lipnicki, der jüdisch-polnische Vorfahren hat, steht seit seinem sechsten Lebensjahr vor der Filmkamera. Sein Filmdebüt erfolgte 1996 an der Seite von Tom Cruise in Jerry Maguire – Spiel des Lebens.
Es folgten Auftritte in Fernsehserien wie Dawson’s Creek, Ein Hauch von Himmel und Family Guy. Als Hauptdarsteller konnte Lipnicki in der 1997 produzierten kurzlebigen Sitcom Meego – Ein Alien als Kindermädchen überzeugen.
Einem breiteren Kinopublikum ist er vor allem durch seine Darstellung in den beiden Stuart-Little-Filmen bekannt und durch den Kinderfilm Der kleine Vampir aus dem Jahr 2000.
Auch war Jonathan Lipnicki in zwei US-Werbespots der Marken Nestlé und RadioShack zu sehen.

## Filmografie (Auswahl)
- 1996: Jerry Maguire – Spiel des Lebens (Jerry Maguire)
- 1996–1997: The Jeff Foxworthy Show (Fernsehserie, 23 Folgen)
- 1997: Meego – Ein Alien als Kindermädchen (Meego, Fernsehserie, 13 Folgen)
- 1999: Stuart Little
- 2000: Dawson’s Creek (Fernsehserie, 3 Folgen)
- 2000: Der kleine Vampir (The Little Vampire)
- 2002: Like Mike
- 2002: Stuart Little 2
- 2003: Zachary Beaver – Mein dickster Freund (When Zachary Beaver Came to Town)
- 2009: Monk (Fernsehserie, Folge 8x05)
- 2012: The Money – Jeder bezahlt seinen Preis! (For the Love of Money)
- 2012: Edge of Salvation
- 2014: Bad Ass 2: Bad Asses (Bad Asses)
- 2014: You Used To Be Cute (Kurzfilm)
- 2014: Someone I Know (Kurzfilm)
- 2015: Tag
- 2016: Arlo: The Burping Pig (Stimme)
- 2016: Loserville
- 2017: Altitude – Die Hard in the Sky (Altitude)
- 2017: Pitching Tents
- 2017: Boone: Der Kopfgeldjäger (Boone: The Bounty Hunter)
- 2017: Beware the Lake
- 2017: Limelight
- 2017: Circus Kane
- 2017: Country Thunder (Kurzfilm)
- 2018: Andover
- 2018: The Delivery (Kurzfilm)
- 2019: Mein Weihnachtsglück: Eine zweite Chance für die Liebe (2nd Chance for Christmas, Fernsehfilm)
- 2020: Vampire Dinner – You Are What You Eat (Broil)
- 2021: Pooling to Paradise
- 2023: Ace (Kurzfilm)
- 2023: Molly Singer: College Reloaded (The Re-Education of Molly Singer)
- 2024: Camp Pleasant Lake

## Auszeichnungen
- 3 YoungStar-Award-Nominierungen (davon einmal ausgezeichnet)
- 3 Young-Artist-Award-Nominierungen (davon einmal ausgezeichnet)
- eine Saturn-Award-Nominierung
- eine BFCA-Award-Auszeichnung